# La Vierge de Bali
Pour plus de détails, voir Fiche technique et Distribution.
La Vierge de Bali (La vergine di Bali) est un film d'aventures sentimentales italo-indonésien réalisé par Guido Zurli et sorti en 1972.

## Fiche technique
- Titre italien : La vergine di Bali[1]
- Titre indonésien : Perawan asing di Bali[2]
- Titre français : La Vierge de Bali ou Trafic à Bali ou Contrebande à Bali ou Trafic express[3]
- Réalisateur : Guido Zurli
- Scénario : Guido Zurli d'après une histoire de Shahmardeka Effendi
- Photographie : Sandro Mancori
- Montage : Marcello Malvestito
- Musique : Alessandro Alessandroni
- Production : Pelio Quaglia
- Société de production : Ital Swiss Film, Dharma Putra Djaja Film, Sofyar
- Pays de production :  Italie -  Indonésie
- Langue originale : italien
- Format : Couleurs - 2,35:1 - Son mono - 35 mm
- Durée : 94 minutes
- Genre : Film d'aventures sentimentales
- Dates de sortie :
  - Italie : 28 juillet 1972
  - France : 28 juin 1973[3]

## Distribution
- Giorgio Ardisson : David Rank
- Haydée Politoff : Maryon
- Ignazio Spalla (sous le nom de « Pedro Sanchez ») : Pedro Porfirio
- Lea Lander : la fiancée de David
- Isarco Ravaioli
- Eddy Moward
- Putu Widjaya
- Henry Sokampto
- Itje Manoppo
- Marina Brengola
- Menanzo Dewanto

## Accueil critique
« N'était la place importante faite aux attraits touristiques et folkloriques de l'archipel indonésien, il n'y aurait guère de points d'intérêt dans ces aventures banales à l'exotisme de convention. On y trouve l'habituelle comparaison entre la fébrilité des civilisations occidentales et la joie de vivre des peuplades indigènes. »

— Robert-Claude Bérubé dans Mediafilm